# ديسقوريا مكسيكية
ديسقوريا مكسيكية (الاسم العلمي:Dioscorea mexicana) هي نوع من النباتات تتبع جنس الديسقوريا من الفصيلة الديسقورية. ومن الجدير بالذكر دورها في إنتاج الديوسجينين الذي هو مقدمة لتركيب الهرمونات مثل هرمون البروجسترون.